# Julius Lippert
Julius Lippert (ur. 9 lipca 1895 w Bazylei, zm. 30 czerwca 1956 w Bad Schwalbach) – niemiecki dziennikarz i polityk nazistowskiej NSDAP, burmistrz Berlina w latach 1937–1940.

## Życiorys
Walczył w I wojnie światowej jako ochotnik. W roku 1922 brał udział w zabójstwie ministra spraw zagranicznych Walthera Rathenau i w tym samym roku wstąpił do partii nazistowskiej, w której dzięki znajomości z Goebbelsem stał się prominentnym działaczem.
W 1933 roku został komisarzem Berlina i był odpowiedzialny za prześladowanie berlińskich Żydów. W 1936 roku Lippert nadzorował berlińskie igrzyska olimpijskie i dbał o pozytywny wizerunek Niemiec wśród gości zagranicznych i turystów. Rok później został burmistrzem Berlina, jednak wskutek sporu z Albertem Speerem oraz utraty sympatii Hitlera został tej funkcji pozbawiony w 1940 roku.
Następnie wstąpił do Wehrmachtu i został wysłany do Belgii, gdzie został komendantem Arlonu. Najbardziej w czasie wojny został zapamiętany dzięki organizowaniu propagandy radiowej w Belgradzie.
W styczniu 1946 roku został wydany Belgii i 29 czerwca 1951 roku skazany na sześć lat robót za zbrodnie wojenne. W 1952 roku wyrok początkowo wydłużono do ośmiu lat, jednak zwolniono go z więzienia 15 kwietnia.
Zmarł 30 czerwca 1956 w Bad Schwalbach w zachodniej Hesji.